# Alec MacGillis
Alec MacGillis (Pittsfield, ?) és un periodista d'investigació estatunidenc especialitzat en polítiques públiques i membre de ProPublica. Ha treballat en mitjans de comunicació com ara The Washington Post, The Baltimore Sun, The New Yorker i The New York Times Magazine. L'any 2016 va guanyar el Premi Robin Toner a l'excel·lència en reportatge polític, i el 2017, el Premi George Polk de reportatge nacional i el Premi Elijah Parish Lovejoy.
És autor de The cynic (2014), una biografia sobre el senador Mitch McConnell, i d'A l'ombra d'Amazon. Una història del nostre futur, el seu primer llibre traduït al català, sobre els efectes en el món laboral del model de negoci d'Amazon i com els cànvis d'hàbits de consum que promou la multinacional empobreix les classes populars i fa augmentar la desigualtat social.